# Universal Eclectic Wicca
Universal Eclectic Wicca (UEW, Wicca ecléctica universal) es una tradición wiccana americana que se desarrolló tras la introducción de la Wicca gardneriana y la Wicca alejandrina en los Estados Unidos en la década de 1960. Su cuerpo social es la Church of Universal Eclectic Wicca (CUEW) con sede en Great Falls, Virginia.
Es especialmente conocida por poseer uno de los primeros covenes de enseñanza en Internet y por su acercamiento tanto a practicantes solitarios como a la práctica en coven.

## Historia

### Silver Chalice Wica
Lo que posteriormente se convertiría en UEW, comenzó en 1969 como un coven relacionado con el Silver Chalice Land Trust, una comunidad intencional con sede en Westchester, Nueva York.
Los miembros del Silver Chalice provenían tanto de la Wicca Diánica como de la Wicca británica tradicional. Es en parte como respuesta a esta diversidad, así como por la percepción de una la necesidad de reforma en la Wicca, que su Alta Sacerdotisa, Jayne Tomas, comenzó a crear un órgano litúrgico para Silver Chalice Wica como una tradición diferenciada.

Uno de los textos que definen la tradición es el Ordains of Silver Chalice, que puede ser entendido como un intento de hacer referencia y alejarse de Las Antiguas Leyes de la Wicca gardneriana. Además, mediante los Fifteen Creeds of Silver Chalice Wicca (1969) se hizo hincapié en la modernidad, los principios democráticos, la integridad histórica e intelectual, la igualdad de género, la libre determinación y el compromiso con la sociedad.

### Cambio de nombre a Universal Eclectic Wicca
Para el año 1986, la tierra que poseía el Silver Chalice Land Trust había sido vendida y todos los covenes originados con el Silver Chalice pasaron a denominarse Universal Ecléctica Wicca.
'Universal' porque "la Wicca es universal, ya que puede ser utilizado por todos, y cualquier cosa puede ser usada en la Wicca" y 'Eclectic' porque "UEW no se basa en una o dos fuentes, sino un número infinito de fuentes".

### Coven de enseñanza En línea
En 1997 UEW puso en marcha el Coven of the Far Flung Net (CFFN), que comenzó a operar en enero del año siguiente. UEW tiene otros dos grupos de enseñanza en línea: el Coven of Non-Fluffy Wicca (2006), que está dirigido a estudiantes más avanzados con un conocimiento previo de la Wicca, y Vircle, que corresponde a los estudios del Tercer Círculo.

### Escisiones
En 2004, siguiendo una reorganización de CFFN que abolió su estructura en clanes, el clan Athames´s Edge se re-estableció como una tradición independiente: Progressive Eclectic Wicca.
Posteriormente, en 2008, el primer coven australiano de la UEW, Oak and Mistletoe, se separó para formar la tradición Inclusive Wicca.

## Principios fundamentales
UEW permite diversas interpretaciones de la práctica y las creencias de la Wicca, siempre que se tome en consideración un conjunto básico de valores éticos. Estos se denominan comúnmente como los Five Points of Wiccan Belief (Cinco Puntos de la Creencia Wicca) y la Affirmation of Acknowledgement (Declaración de Reconocimiento).

### Cinco Puntos de la Creencia Wicca
Los Cinco Puntos son:
La Rede Wicca, La Ley del Retorno (también se la conoce habitualmente como la Ley del Tres o Ley del Triple), La ética de la auto-responsabilidad, La ética de la mejora constante y La ética de la sintonía.

### La declaración de Reconocimiento
Además de estos cinco puntos, UEW requiere a sus miembros expresar su conformidad respecto a la Affirmation of Acknowledgement, que tiene por objeto informar sobre el comportamiento y la interacción con personas de otras religiones. Dice así:
I: Yo reconozco la presencia de otras religiones en mi planeta, de hecho, aquí en mi ciudad / pueblo. Reconozco que los seguidores de estas religiones las sienten con tanta convicción, tal vez más, como yo mismo mi religión.
II: Yo perdono a otras fes y "hago borrón y cuenta nueva". No puedo hacer a una persona responsable de los actos de su fe, no puedo culpar a una fe de los actos individuales de sus miembros. No es mi papel el de convertir o alterar la religión de otra persona. Invito a la discusión de las creencias sin juicio de aquellos que las sostienen.
III: Yo reconozco que puedo estar equivocado y encuentro consuelo en el hecho de que puedo tener razón.